# Ökostation
Die Ökostation ist ein Umweltbildungszentrum in der Region Freiburg im Breisgau. Sie wurde anlässlich der Landesgartenschau 1986 erbaut und zählt zu den ältesten Einrichtungen ihrer Art in Deutschland.
Jährlich werden von den Organisatoren 15.000 Besucher bei rund 600 Veranstaltungen gezählt.

Logo der Ökostation

## Leitbild und Angebot
Das Ziel der Ökostation ist es, die Bevölkerung für Umweltschutzthemen zu sensibilisieren und über nachhaltiges und zukunftsfähiges Verhalten aufzuklären. Zielgruppen sind Kinder und Jugendliche aller Altersstufen, die interessierte Öffentlichkeit sowie nationales und internationales Fachpublikum.
Themenschwerpunkte sind:
- Ökologisches Bauen
- Nutzung regenerativer Energien
- Umweltbildung
- Abfallpädagogik
- Naturschutz in der Stadt

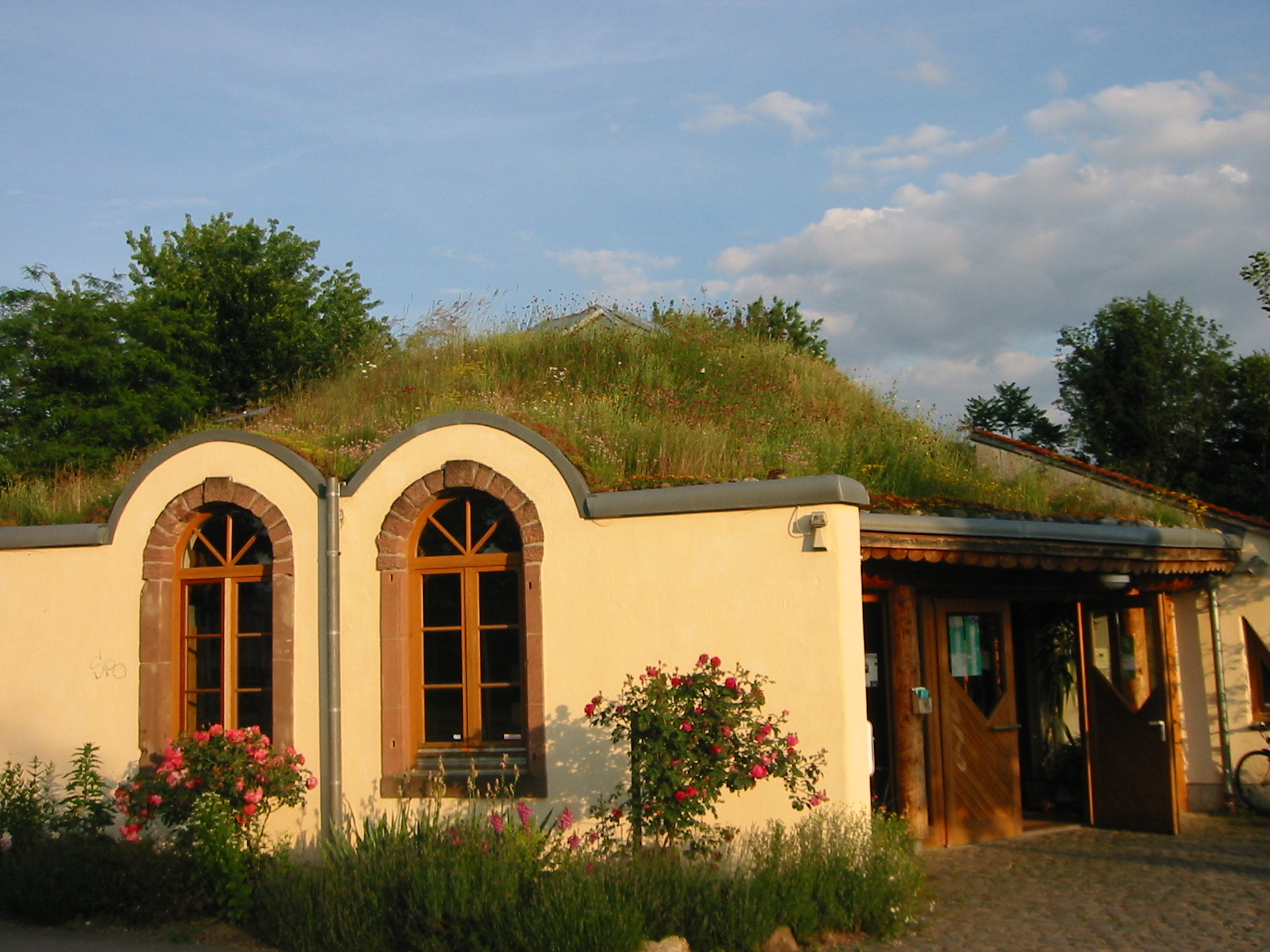
Eingangsbereich

- Umweltbildung und Migration/Integration

Es werden von Fachleuten Beratungsstunden angeboten, in denen sich die Bürger beispielsweise über das Anlegen von Naturgärten oder fachgerechte Kompostierung informieren lassen können.
Weiterhin führt die Ökostation verschiedene Projekte in den Bereichen Umweltbildung und Bildung für nachhaltige Entwicklung durch. Diese werden in Zusammenarbeit mit den Kooperationspartnern, wie z. B. Umweltverbänden, entwicklungspolitischen Initiativen und kommunalen Ämtern, realisiert. Zu den angebotenen, wechselnden Projekten werden Workshops und Seminare für alle Interessierten veranstaltet. Seit 2004 wurden mehrere Projekte mit internationalen Preisen ausgezeichnet. Insbesondere zwei Projekte im Rahmen des „Grünen Klassenzimmers“ – das Energiesprecher-Projekt und „Die Blaue Schatzkiste“ – erhielten von der UNESCO zu der Weltdekade „Bildung für eine nachhaltige Entwicklung“ wiederholt Preise. Jedes Jahr nehmen etwa 280 Gruppen an den Projekten für Kindergärten und Schulklassen teil.

## Geschichte
Die erste Ökostation wurde im Rahmen der Landesgartenschau 1986 im Seepark Betzenhausen eröffnet. Schon dieses Gebäude besaß eine Solaranlage, ein begrüntes Holzkuppeldach und einen Biogarten. Die Errichtung wurde von der Stadt Freiburg und der „Stiftung Naturschutzfonds Baden-Württemberg“ unterstützt. Auch viele ansässige Unternehmen und ehrenamtliche Helfer leisteten ihren Beitrag zur Erbauung. Während der Landesgartenschau zählte die Ökostation zu den größten Attraktionen der Veranstaltung.
Bei einem Brand im Februar 1987 wurde das Holzhaus vollständig zerstört. Das Gebäude war jedoch versichert, so dass es mit Unterstützung der Stadt Freiburg und in Zusammenarbeit mit dem BUND neu errichtet und die Ökostation im Sommer 1991 wieder eröffnet werden konnte.
Die zweite Ökostation entspricht in ihrer Bauweise ihrer niedergebrannten Vorgängerin, wurde jedoch an modernere Umwelttechnikstandards angepasst.
Der Baustil ist an die Hoganbauweise der Diné angelehnt, das Dach des zentralen Innenraums wird also von einer Holzkuppel gebildet. An der Dachspitze befindet sich eine Glaspyramide als Oberlicht. Die verwendeten Rundhölzer (Tannenholz) stammen aus regionaler Forstwirtschaft, also dem Schwarzwald. Die Wände bestehen aus Lehm und Sandstein.
Weitere Räume sind Büros, eine Küche und ein nach Süden ausgerichteter Wintergarten. Alle Innenfenster und Türen wurden aus abbruchreifen Häusern entnommen. Das Dach ist begrünt.

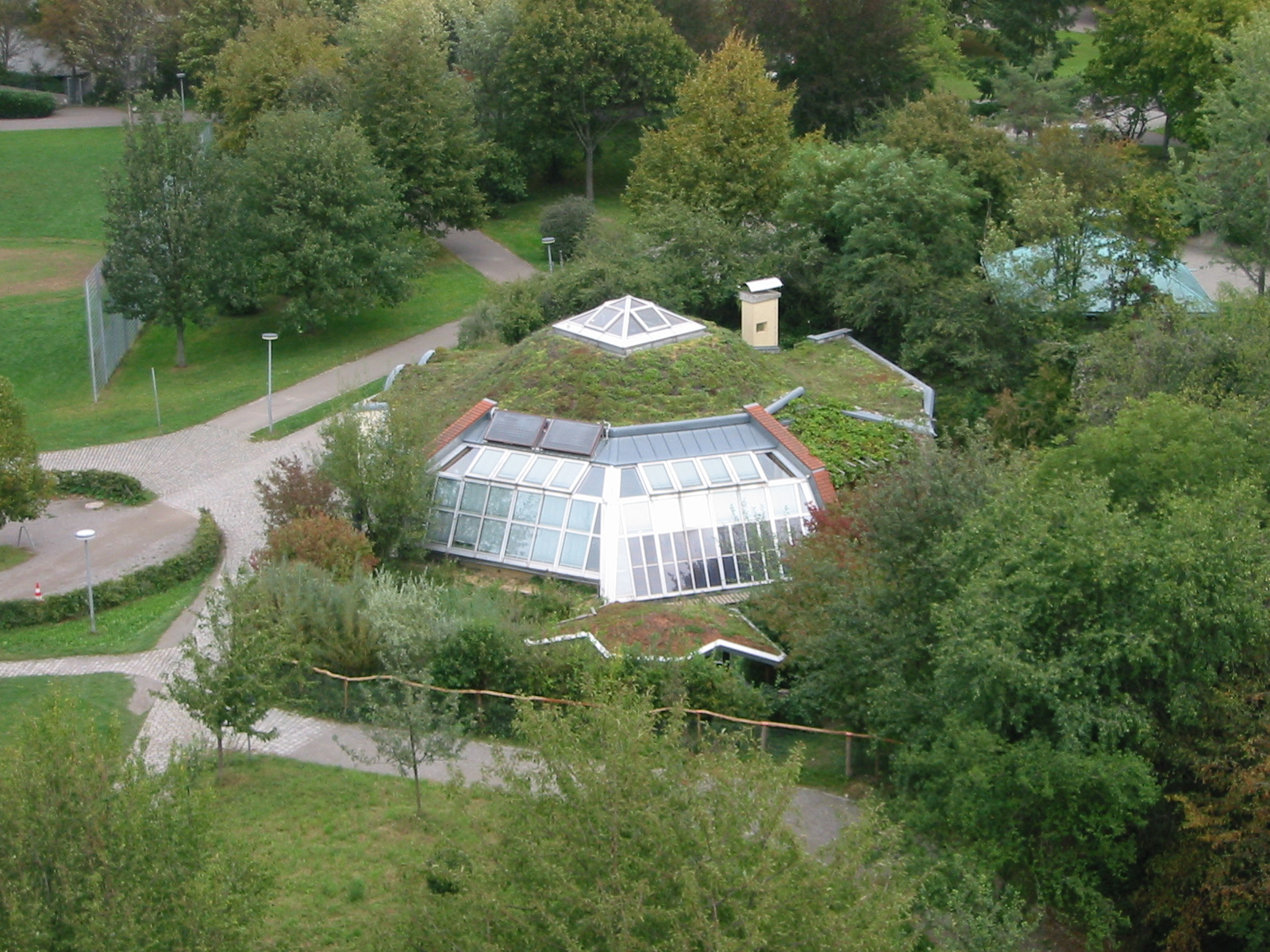
Die Ökostation von oben, Kuppeldach mit Oberlichtpyramide, Wintergarten und Photovoltaikanlage

## Energiekonzept der modernen Ökostation
Die Ökostation ist als Niedrigenergiehaus konzipiert.
Strom wird von der Photovoltaikanlage (24 Module) erzeugt. Bis 1999 wurde der so erzeugte Strom größtenteils selbst verbraucht, Überschüsse ins lokale Netz eingespeist. Seit 2000 wird die gesamte Energie verkauft, der Eigenstrombedarf wird als Ökostrom aus dem Netz bezogen.
Die Raumwärme wird überwiegend mit einer Niedertemperatur-Gasheizung erzeugt. Seit 2009 wird sie vollständig mit Biogas befeuert. Seit dieser Umstellung ist die Ökostation nahezu CO2-neutral und wurde dafür nach der EMAS-Verordnung zertifiziert. Ein Grundofen und eine Solarkollektoranlage ergänzen die Warmwassererzeugung.
Zur Wärmedämmung tragen die Lehmwände bei, die als Wärmespeicher dienen. Auch der Wintergarten puffert den Wärmeaustausch des Gebäudes ab. Das Kuppeldach ist durch eingeblasene Altpapierflocken isoliert, der Boden enthält eine 14 cm dicke Isolationsschicht aus Recyclingkork. Das Gebäude ist vollständig entsiegelt.
Der Wasserbedarf für die Pflanzen im Wintergarten der Einrichtung wird über aufgefangenes Regenwasser aus einer Zisterne gedeckt.

## Gärten

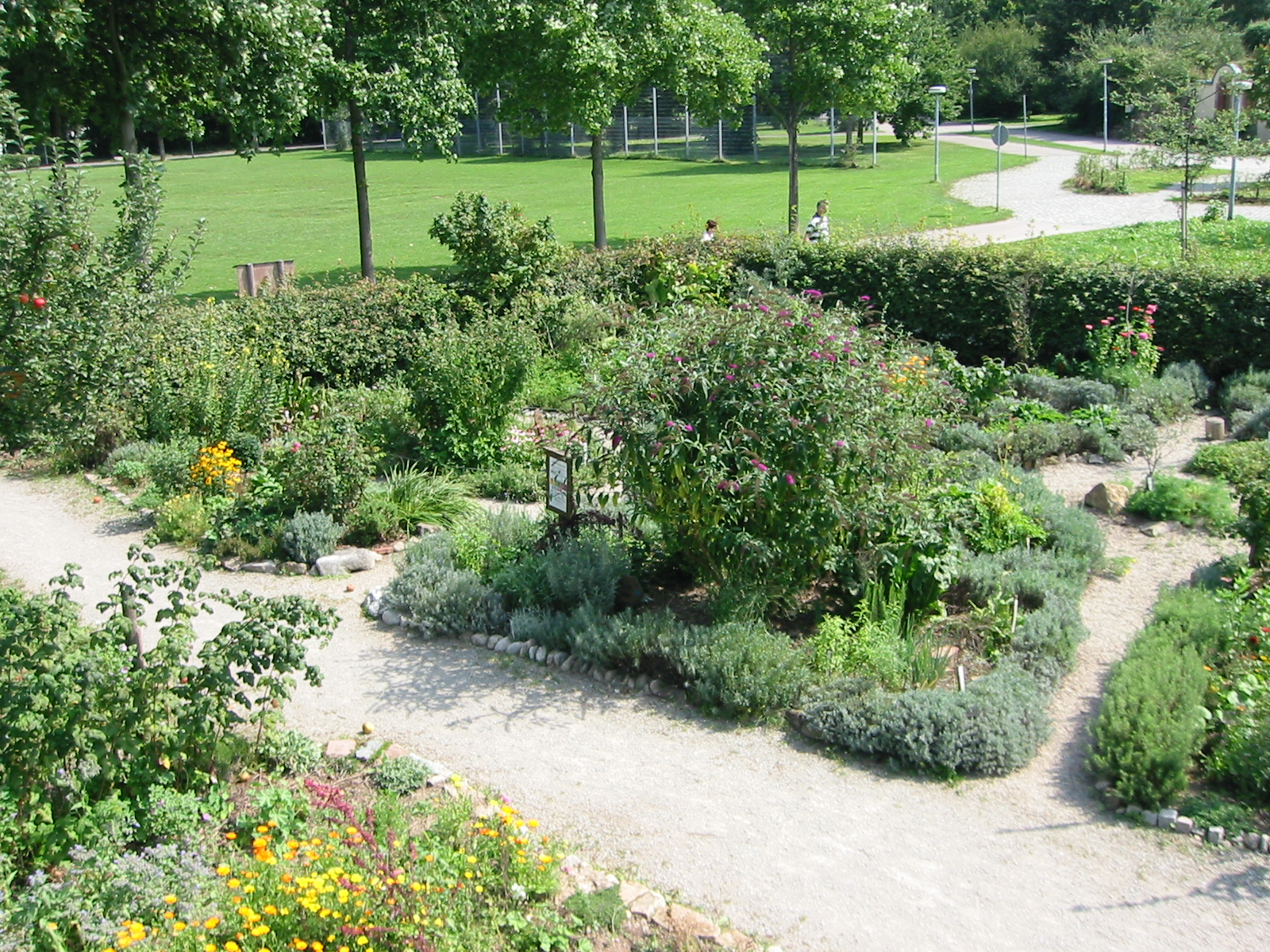
Der Bio- und Heilkräutergarten.

Wichtiger Bestandteil der Einrichtung sind die Naturgärten. Sie wurden mit der ersten Ökostation 1986 angelegt und bedecken eine Fläche von etwa 2500 m².
Der Heilkräutergarten nimmt 200 m² dieser Fläche ein und wurde nach dem Vorbild mittelalterlicher Klostergärten gestaltet. Mehr als 150 Arten verschiedener Kräuter sind hier angebaut.
Der Nutzgarten samt Kompostplatz dient zur Veranschaulichung von biologischem Gärtnern. Hier werden Salate, Gemüse und Kräuter angebaut. Im Bauerngarten sind selten gewordene Stauden zu finden.
Innerhalb der Gartenfläche wurden mehrere Kleinbiotope angelegt – so ein Tümpel, als Lebensraum für verschiedene Amphibien, ein Trockensteinbiotop für beispielsweise Reptilien und der aus mehreren Elementen bestehende Schmetterlingsgarten. Eines dieser Elemente ist die Wildblumenwiese.
Wie alle Teile der Ökostation sind die Gärten für die Öffentlichkeit frei zugänglich.

## UNESCO-Auszeichnungen
| Jahr    | Ausgezeichnet für:                                       |
| ------- | -------------------------------------------------------- |
| 2010/11 | Energiesprecher-Projekt                                  |
| 2008/09 | „Lebensraum Wiese: heimische Arten – weltweite Vielfalt“ |
| 2006/07 | Energiesprecher-Projekt                                  |
| 2004/05 | „Die Blaue Schatzkiste“                                  |

Träger der Einrichtung ist der BUND Regionalverband Südlicher Oberrhein – Aktion Umweltschutz e. V.

## Anbindung
Die Ökostation befindet sich auf der Nordseite des Seeparks und des Flückiger Sees und ist von der Haltestelle Berliner Allee der Straßenbahnlinie 4 fußläufig erreichbar. Die Station Westbad des Fahrradverleihsystems Frelo befindet sich ca. 200 m entfernt.